# Bradycassis
Bradycassis is een geslacht van kevers uit de familie bladkevers (Chrysomelidae).
De wetenschappelijke naam van het geslacht werd in 1952 gepubliceerd door Spaeth.

## Soorten
- Bradycassis agroiconotoides Borowiec, 2005
- Bradycassis drewseni (Boheman, 1855)
- Bradycassis matogrossoensis Swietojanska & Borowiec, 1996
- Bradycassis succosa (Spaeth, 1926)